# Erskine (Schotland)
Erskine (Schots-Gaelisch: Arasgain) is een stadje in de Schotse council Renfrewshire in het historisch graafschap Renfrewshire aan de zuidelijke oevers van de Clyde bij de Erskine Bridge. De forensenstad van Glasgow grenst aan de dorpen Renfrew, Bishopton, Paisley en Inchinnan en ligt in de buurt van Glasgow International Airport. 
Erskine is via de A726 verbonden met de M8/A8  (naar Greenock en Glasgow) en de M898/A898 (naar Old Kilpatrick en Mountblow).